# Thibaut Vervoort
Thibaut Vervoort, född 10 december 1997, är en belgisk basketspelare. 
Vervoort deltog vid olympiska sommarspelen 2020 och var en del av Belgiens lag som slutade på fjärde plats i tremannabasket.